# Trupanea lyneborgi
Trupanea lyneborgi är en tvåvingeart som beskrevs av Hardy 1970. T. lyneborgi ingår i familjen borrflugor. Inga underarter finns listade.